# Luis Arédez
Luis Ramón Arédez (Concepción, 21 de noviembre de 1929-desaparecido el 13 de mayo de 1977 en Libertador General San Martín y asesinado en San Salvador de Jujuy en julio de 1977) fue un médico pediatra y político argentino que ejerció como intendente municipal de Libertador General San Martín, elegido en 1973 por un amplio frente electoral.
De notable compromiso con los trabajadores del Ingenio Ledesma, su decisión de exigirle al empresario Carlos Pedro Blaquier (1927-2023) los impuestos que este debía a la municipalidad de y su enfrentamiento con la familia Blaquier, llevaron a su secuestro, tortura, asesinato y desaparición.

## Biografía
Nació en el ingenio azucarero La Corona (1,7 km al suroeste del centro de la ciudad de Concepción).
Egresado de médico en la Universidad Nacional de Córdoba, contrajo matrimonio con Olga del Valle Márquez (1937-2005) y comenzó a ejercer su profesión como pediatra del pueblo de Las Peñas, 105 km al norte de la ciudad de Córdoba.
En 1958 fue contratado por el ingenio azucarero Ledesma, trasladándose a la ciudad de Libertador General San Martín ―también llamado Ledesma, ubicado 112 km al este de San Salvador de Jujuy―, pueblo que estaba, en los hechos, bajo el poder del ingenio Ledesma.
El 1 de octubre de 1959 fue dejado cesante por la empresa, en disconformidad con los altos costos de la lucha emprendida por el médico contra la excesiva mortalidad infantil que se producía por la diarrea estival durante las zafras. En señal de protesta, los obreros pararon sus tareas y el Dr. Arédez fue reintegrado a sus funciones. Sin embargo, una vez concluida la zafra, cuando los trabajadores volvieron a sus lugares de origen ―especialmente Bolivia― Arédez fue despedido en forma definitiva.
En 1959 le ofrecieron el cargo de director del Hospital Salvador Mazza, en Tilcara (provincia de Jujuy). Trabajó allí un año y en 1960 regresó nuevamente a Libertador General San Martín, donde instaló su consultorio junto a su esposa Olga, que era odontóloga, ambos con un fuerte compromiso con los obreros de Ledesma. Luego fue nombrado médico de la obra social del Sindicato de Obreros y Empleados del Ingenio Ledesma.
En las elecciones de 1973 ―tras 18 años de una seguidilla de dictaduras militares y tiranías democráticas radicales―, el Dr. Arédez, que era radical fue elegido intendente municipal por un amplio frente electoral, que incluía al justicialismo, mayoritario en la provincia.
El nuevo intendente exigió a Carlos Pedro Blaquier el pago de décadas de impuestos atrasados, y además mantuvo una permanente solidaridad con los obreros del ingenio azucarero.
Durante su corta gestión levantó cinco mil viviendas y dotó de alta tecnología al hospital del pueblo.
Como intendente, Arédez exigió a Carlos Pedro Blaquier que traspasara tierras a la municipalidad, puesto que Blaquier era dueño de todo el valle de San Francisco, de cerro a cerro. Arédez Presentó un proyecto de ley para que Blaquier pagara los impuestos de las tierras de su propiedad y del multimillonario ingenio a la municipalidad de Ledesma/Libertador General San Martín, para poder realizar obras de distinta naturaleza y así no depender de los aportes de dinero del Gobierno provincial.
El Dr. Arédez ejerció su cargo apenas ocho meses, hasta que fue derrocado violentamente por orden del empresario Carlos Pedro Blaquier (1927-2023), el dueño del ingenio Ledesma, quien lo acusó de “infiltrado marxista-comunista”.

### Desaparición del Dr. Arédez
El 24 de marzo de 1976 a las 3 de la mañana Luis Arédez fue secuestrado desde su hogar por una patrulla militar que se trasladaba en una camioneta del ingenio Ledesma.
A fines de abril de 1976 fue trasladado al servicio penitenciario de Villa Gorriti en San Salvador de Jujuy, donde fue.
Estando detenido Arédez, durante la noche del 27 de julio de 1976 se cortó el suministro de energía eléctrica en todo el departamento jujeño de Ledesma, y en las sombras, hombres del ejército y de otras fuerzas de seguridad secuestraron a cuatrocientos trabajadores, de los cuales treinta no volvieron nunca. Los detenidos eran transportados en vehículos del Ingenio Ledesma. Este hecho se conoce como el Apagón de Ledesma de 1976.
Luego de estar encarcelado un tiempo en La Plata,[cita requerida]
Arédez fue liberado el 5 de marzo de 1977, y volvió a Ledesma a ejercer su profesión de médico, hasta que el 13 de mayo de 1977 volvieron a secuestrarlo, permaneciendo desaparecido desde entonces.
Junto con otros secuestrados de Libertador General San Martín y de Calilegua, que en su mayoría eran trabajadores de la empresa Ledesma, Arédez fue trasladado al centro clandestino de detención de la localidad de Guerrero (a 18 km al oeste de San Salvador de Jujuy), uno de los dos que existieron en la provincia de Jujuy;
el otro era la jefatura de policía de la provincia de Jujuy, en San Salvador de Jujuy.
Allí lo tuvieron al menos un mes desaparecido.
En el campo de concentración de Guerrero lo vio Humberto Campos (legajo 2545 de la CONADEP), quien refirió que los secuestrados estaban en muy malas condiciones físicas, ya que presentaban cuadros de gangrena en los ojos, manos y piernas y que varios de ellos deliraban.
Describe también las horribles torturas que padecían. El testimonio de Campos se puede leer en el libro Nunca más (págs. 217 y 218)=.
Se estima que el Dr. Arédez fue asesinado en junio o julio de 1977.

### Legado
La historia del Dr. Luis Arédez y de su esposa Olga Márquez se refleja en el documental Sol de noche: la historia de Olga y Luis (de 2002), filmado por el equipo del periodista Eduardo Aliverti, codirigido por Pablo Milstein y Norberto Ludin acerca la fatídica historia del pueblo Libertador General San Martín (Jujuy).
Su esposa, Olga del Valle Márquez de Arédez (1937-2005)
fue nombrada ciudadana ilustre de la ciudad de Ledesma:

Olga Arédez, quien murió el pasado jueves 17 de marzo [de 2005], comenzó sola a dar vueltas a la Plaza San Martín, en el centro de Ledesma, en mayo de 1977. Con el tiempo alguna que otra persona se le sumó. Ella se encargaba de contenerlos y apuntalarlos frente a la impunidad que detentaban los Blaquier, responsables de la masacre del Ingenio Ledesma. 
 Olga no cedió ni ante las presiones ni las amenazas. Jamás faltó un jueves a la plaza. Con su pañuelo blanco (el que identifica a las madres de los desaparecidos argentinos en el mundo) y la pancarta con la foto del doctor Arédez salía de su casa ―esa donde vivió junto a Luis y a la que ambos llegaron desde Tucumán―. 
 A Olga no la mató ni la injusticia ni la impunidad, contra la que luchó incansablemente. Como una ironía de la vida, se la llevó la bagazosis ―contra la cual su esposo Luis Arédez hizo las primeras denuncias cuarenta años antes, enfrentándose al poderoso ingenio Ledesma―. La bagazosis le promovió un cáncer de pulmón.
Senado de la Nación Argentina

Luis Arédez y Olga Márquez tuvieron cuatro hijos:
- Adriana (que vive en Tilcara),
- Ricardo (que vive en Buenos Aires),
- Luis y Olga (que viven en Tucumán).